# Presumed Innocent
Presumed Innocent is een Amerikaanse thriller uit 1990 onder regie van Alan J. Pakula. Het scenario is gebaseerd op de gelijknamige roman uit 1987 van de Amerikaanse auteur Scott Turow.

## Verhaal
Na de moord op zijn ex-vriendin Carolyn valt de verdenking op de openbare aanklager Rusty Sabich. Om zijn onschuld te bewijzen gaat hij op zoek naar de echte dader. Op zijn speurtocht wachten hem enkele onaangename verrassingen.

## Rolverdeling
| Acteur              | Personage          |
| ------------------- | ------------------ |
| Harrison Ford       | Rusty Sabich       |
| Brian Dennehy       | Raymond Horgan     |
| Raúl Juliá          | Sandy Stern        |
| Bonnie Bedelia      | Barbara Sabich     |
| Paul Winfield       | Larren Lyttle      |
| Greta Scacchi       | Carolyn Polhemus   |
| John Spencer        | Dan Lipranzer      |
| Joe Grifasi         | Tommy Molto        |
| Tom Mardirosian     | Nico Della Guardia |
| Anna Maria Horsford | Eugenia            |
| Sab Shimono         | Kumagai            |
| Bradley Whitford    | Jamie Kemp         |
| Christine Estabrook | Lydia MacDougall   |
| Michael Tolan       | Mijnheer Polhemus  |
| Madison Arnold      | Lionel Kenneally   |
| Ron Frazier         | Stew Dubinsky      |
| Jesse Bradford      | Nat Sabich         |
| Joseph Mazzello     | Wendell McGaffney  |
| Tucker Smallwood    | Harold Greer       |
| Leland Gantt        | Leon Wells         |
| Teodorina Bello     | Ernestine          |
| David Wohl          | Morrie Dickerman   |
| John M. Bennett     | Guerasch           |
| Bo Rucker           | Mike Duke          |
| Peter Appel         | Glendenning        |
| John Ottavino       | Chet               |
| Robert Katrims      | Cody               |
| Joseph Carberry     | Mijnheer McGaffney |
| John Seitz          | Louis Balestrieri  |
| Bill Winkler        | Tom                |
| John C. Vennema     | Rechter Mumphrey   |
| Michael Genet       | Griffier           |
| Richard L. Newcomb  | Agent              |
| Ed Wheeler          | Rechercheur        |
| Miles Watson        | Rechercheur        |
| DeAnn Mears         | Loretta            |
| Julia Meade         | Moderator          |
| Thom Cagle          | Kampleider         |
| Ricky Rosa          | Kampeerder         |
| Allison Field       | Verslaggeefster    |
| Janis Corsair       | Verslaggeefster    |
| Bill Corsair        | Verslaggever       |
| Carla Barnett       | Verslaggeefster    |
| Rick De Furia       | Advocaat           |
| Victor Truro        | Advocaat           |
| Elizabeth Williams  | Advocate           |
| Jeffrey Wright      | Advocaat           |
| Ted Neustadt        | Advocaat           |
| Kimberleigh Aarn    | Advocate           |